# 인천광역시의 국가등록문화유산
대한민국의 국가등록문화재 가운데 인천광역시에 있는 국가등록문화재는 다음의 목록과 같다.
| 번호  | 사진 | 명칭                                                        | 소재지                                        | 관리자 (단체)          | 지정일                | 참조 |
| 246호 |      | 인천 선린동 공화춘 (仁川 善隣洞 共和春)                     | 인천 중구 차이나타운로 56-14, , 38-2 (선린동) | 인천광역시중구청장     | 2006년 4월 14일 지정  |      |
| 247호 |      | 대한민국 수준원점 (大韓民國 水準原點)                       | 인천 미추홀구 인하로 100 (학익동)             | .                      | 2006년 4월 14일 지정  |      |
| 248호 |      | 구 일본우선주식회사 인천지점 (舊 日本郵船株式會社 仁川支店) | 인천 중구 제물량로218번길 3 (해안동1가)       | .                      | 2006년 4월 14일 지정  |      |
| 249호 |      | 구 인천부 청사 (舊仁川府 廳舍)                              | 인천 중구 신포로27번길 80 (관동1가)           | .                      | 2006년 4월 14일 지정  |      |
| 427호 |      | 인천 제물포고등학교 강당 (仁川 濟物浦高等學校 講堂)         | 인천 중구 자유공원로 58-9 (전동)              | .                      | 2008년 10월 27일 지정 |      |
| 567호 |      | 인천 구 대화조 사무소                                       | 인천 중구 관동1가 17                          | .                      | 2013년 8월 29일 지정  |      |
| 569호 |      | 인천 세관 구 창고와 부속동                                  | 인천 중구 항동 7가 1-47                       | .                      | 2013년 10월 29일 지정 |      |
| 705호 |      | 대한성공회 강화성당 제대 및 세례대                          | 인천 강화군 강화읍 관청길 27번길 10           | (재)대한성공회유지재단 | 2017년 12월 5일 지정  | ,    |